# Sylvester Stadler
Sylvester Stadler (Fohnsdorf, 30 december 1910 - Königsbrunn, 23 augustus 1995) was een Duitse officier en SS-Brigadeführer en Generalmajor in de Waffen-SS tijdens de Tweede Wereldoorlog. Hij was commandant van de SS-Panzergrenadier-Regiment 4 „Der Führer“ een onderdeel van het 2. SS-Panzer-Division Das Reich. Deze onder zijn bevel gestelde eenheid pleegde de oorlogsmisdrijven in Oradour-sur-Glane.
Stadler was een van de 631 ontvangers van de Nahkampfspange in goud, een zeer schaarse onderscheiding uit nazi-Duitsland.

## Leven

### Afkomst
Stadler was de zesde zoon van een mijnwerker uit Stiermarken. Hij leerde na de basis- en middelbaar onderwijs in Judenburg het beroep van een elektricien. Hij werd lid van de Österreichs Nationalsozialistische Jugendorganisation. En nam deel aan anti-communistische activiteiten in zijn geboorteplaats.

### Carrière in de SS

#### Dienst in de SS
Op 2 mei 1933 werd Stadler lid van de SS en de NSDAP. Hij volgde een militaire opleiding in een SS-kamp in Lechfeld, en werd wegens hoogverraad geëxpatrieerd. Op 31 juli 1933 ging hij naar Duitsland, waar hij zich na een aantal maanden vrijwillig bij de SS-Verfügungstruppe aanmeldde. Na het succesvol afstuderen aan de SS-Junkerschule Bad Tölz (van april 1935 tot maart 1936) werd hij op 20 april 1936 tot SS-Untersturmführer bevorderd.

### Tweede Wereldoorlog
In het begin van de Tweede Wereldoorlog, voerde hij het commando over een compagnie van Nachrichtentruppe (verbindingstroepen) in de SS-Verfügungstruppe. Aansluitend vocht hij met de SS-Verfügungsdivision in de slag om Frankrijk, waar hij in de omgeving van Arras gewond raakte. In 1941 nam Stadler ook aan de Balkanveldtocht deel. Na een nieuwe verwonding tijdens de slag om Moskou in 1941, werkte hij voor een korte tijd als leraar tactiek op de SS-Junkerschule Braunschweig.
Vanaf 1 maart 1942 voerde hij het commando over het 3e bataljon van het SS-Division „Reich“ (mot.) behorend tot het SS-Panzergrenadier-Regiment 4 „Der Führer“. In mei 1943 werd hij tot commandant van het gehele regiment „Der Führer“ benoemd, hiermee vocht hij in Rusland. Voor een defensieve actie tegen het Rode Leger bij Charkov, werd hij op 6 april 1943 met het Ridderkruis onderscheiden.
Ter verversing en aanvulling van het sterk gedecimeerde Regiment Der Führer, werd dit, evenals het overige van de 2. SS-Panzer-Division Das Reich begin 1944 naar de regio rond Toulouse verplaatst. Na operatie Overlord werd de divisie naar het noorden bevolen. Op 10 juni 1944 verwoestten leden van het regiment Oradour-sur-Glane en doodden 642 mannen, vrouwen en kinderen. Hiervoor waren de soldaten van de 3e compagnie van het 1e bataljon onder leiding van bataljonscommandant SS-Sturmbannführer Adolf Diekmann verantwoordelijk. Stadler diende daarentegen een protest in, en streefde naar een onderzoek van oorlogsmisdrijven tegen Diekmann. Maar deze sneuvelde tijdens gevechten in Normandië.
Stadler bereidde zich op een nieuw commando voor, zodat hij op 14 juni 1944 het commando van het Regiment „Der Führer“ aan Otto Weidinger overdroeg. Vanaf 10 juli 1944 was Stadler commandant van het 9. SS-Panzer-Division Hohenstaufen. Met deze eenheid vocht hij in Normandië (zie slag om Caen). Later werd hij opnieuw verwond.
Begin mei 1945 bevond hij zich met de rest van zijn divisie in de stad Steyr (Oostenrijk), en gaf zich aan de Amerikanen over. Hij bleef tot 1948 in een interneringskamp.

## Standpuntbepaling tot het bloedbad van Oradour-sur-Glane
Stadler rechtvaardigde de handelswijze van zijn voormalig regiment in Oradour-sur-Glane, in een verklaring na de oorlog tijdens zijn hoorzitting voor een officier van justitie met betrekking tot het bloedbad van Oradour-sur-Glane, dat hij op de ochtend van de 10e juni 1944 over informatie beschikte dat er een partizanenstaf in Oradour was en dat voor de middag een openbare verbranding van de ontvoerde Sturmbannführer Helmut Kämpfe gepland was.
Verder beweerde Stadler dat hij op de ochtend van 9 juni zijn ordonnansofficier Gerlach opdracht gegeven had om voor delen van het regiment in Nieul onderdak te zoeken. Gerlach zou tijdens de route naar Nieul door partizanen overvallen zijn en naar Oradour-sur-Glane gebracht zijn. De chauffeur van Gerlach werd vermoord door de partizanen, waarop Gerlach zelf vluchtte en zo Stadler hierover kon berichten.
Latere getuigenissen van overlevenden van het bloedbad, en in het bijzonder van de aangeklaagde zelf tijdens de processen in Bordeaux in 1953 en in Berlijn, weerlegden Stadlers verklaringen snel en eenduidig.

## Na de oorlog[1]
Stadler werkte als afdelingshoofd van een financiële afdeling in Hamburg, en als directeur van een stempelfabriek in Vorhelm. Hij werkte ook als directeur van een wasmachinefabriek. In de najaren van zijn leven werkte hij van 1962 tot 1982 als salesmanager bij Ingelfinger Konserven. Stadler overleed op 23 augustus 1995 in Königsbrunn.

## Familie
Stadler trouwde op 28 november 1936 met Elise Folger. Het echtpaar kreeg twee kinderen.

## Militaire carrière
- SS-Brigadeführer en Generalmajor in de Waffen-SS: 4 april 1945[1][13][14]
- SS-Oberführer: 1 augustus 1944[1][7][13][14]
- SS-Standartenführer: 30 januari 1944[1][15][16]
- SS-Obersturmbannführer: 20 april 1943[1][15][17]
- SS-Sturmbannführer: 1 september 1942[1][6][13]
- SS-Hauptsturmführer: 30 juni 1939[1][5][13]
- SS-Obersturmführer: 12 september 1937[1][5]
- SS-Untersturmführer: 20 april 1936[1][5][18]
- SS-Standartenoberjunker: 20[1]/25[5] februari 1936
- SS-Standartenjunker: 20[1]/21[5] januari 1936
- SS-Oberscharführer: 20 april 1935[5]
- SS-Scharführer: 20 april 1935[1][5]
- SS-Unterscharführer: 20 mei 1934[1]
- SS-Rottenführer: 20 april 1934[5]
- SS-Mann: 3 januari 1934[1]
- SS-Anwärter: 2 mei 1933[1][11]

## Lidmaatschapsnummers
- Oostenrijkse NSDAP:  (lid geworden 2 mei 1933[1][5]), Duitse NSDAP-nr: 4 159 018[18] (lid geworden 1 mei 1937[1][5])
- SS-nr.: 139 495[18] (lid geworden 2 mei 1933[1][5])

## Onderscheidingen
Selectie:
- Ridderkruis van het IJzeren Kruis (nr.1676) op 6 april 1943 als SS-Sturmbannführer en commandant van het II.Bataillon / SS-Pz.Gren.Rgt. "Der Führer" / I.SS-Pz.Korps / Heeresgruppe Süd[2][7][11][13][15][17][19]
- Ridderkruis van het IJzeren Kruis met Eikenloof (nr.303) op 16 september 1943 als SS-Obersturmbannführer en commandant van het SS-Panzer-Grenadier-Regiment "Der Führer" / SS-Pz.Gren.Div. "Das Reich"[2][11]
 (bijzonderheid: onmiddellijk uitreiking)[7][13][14][19]
- Ridderkruis van het IJzeren Kruis met Eikenloof en Zwaarden (nr.152) op  6 mei 1945 als SS-Oberführer en commandant van de 9.SS-Panzer-Division "Hohenstaufen"
 (Bijzonderheid: "Stadler beweerde dat Sepp Dietrich hem op 22 maart 1945 voorgedragen had, hoewel de SS Division Hohenstaufen niet aan het 6. Panzerarmee ondergeschikt was."[20])[7][13]
 (Volgens diverse literatuur is deze verlening rechtsgeldig. Nummering is op basis van de verleningsdatum. Bevestiging is op basis van een verklaring onder ede door Generaloberst der Waffen-SS Sepp Dietrich aan de Ordensgemeinschaft der Ritterkreuzträger[2].)[14][21]
- IJzeren Kruis 1939, 1e Klasse[15] (26 juni 1940[5][7]) en 2e Klasse[15] (25 september 1939[1][5][7])
- SS-Ehrenring[1][2][7] op 20 april 1937[2]
- Ehrendegen des Reichsführers-SS[1][7][18]
- Duits Olympisch Ereteken, 2e Klasse[5] op 1 september 1936[1]
- Sonderabzeichen für das Niederkämpfen von Panzerkampfwagen durch Einzelkämpfer in zilver[1]
- Nahkampfspange
  - goud[14] op 12 december 1943[1][2][7][11][19]
  - Zilver (onbekend)[19]
  - Brons (niet toegekend)[19]
- Gewondeninsigne 1939 in zwart op 15 juni 1940[5]
- Hij werd eenmaal genoemd in het Wehrmachtsbericht. Dat gebeurde op:
- 16 juli 1944[1][2][22]